# 17860 Roig
17860 Roig (1998 KQ4) là một tiểu hành tinh vành đai chính.